# Araucaria columnaris
Araucaria columnaris är en barrträdart som först beskrevs av Johann Reinhold Forster, och fick sitt nu gällande namn av William Jackson Hooker. Araucaria columnaris ingår i släktet Araucaria och familjen Araucariaceae. IUCN kategoriserar arten globalt som livskraftig. Inga underarter finns listade i Catalogue of Life.

## Bildgalleri

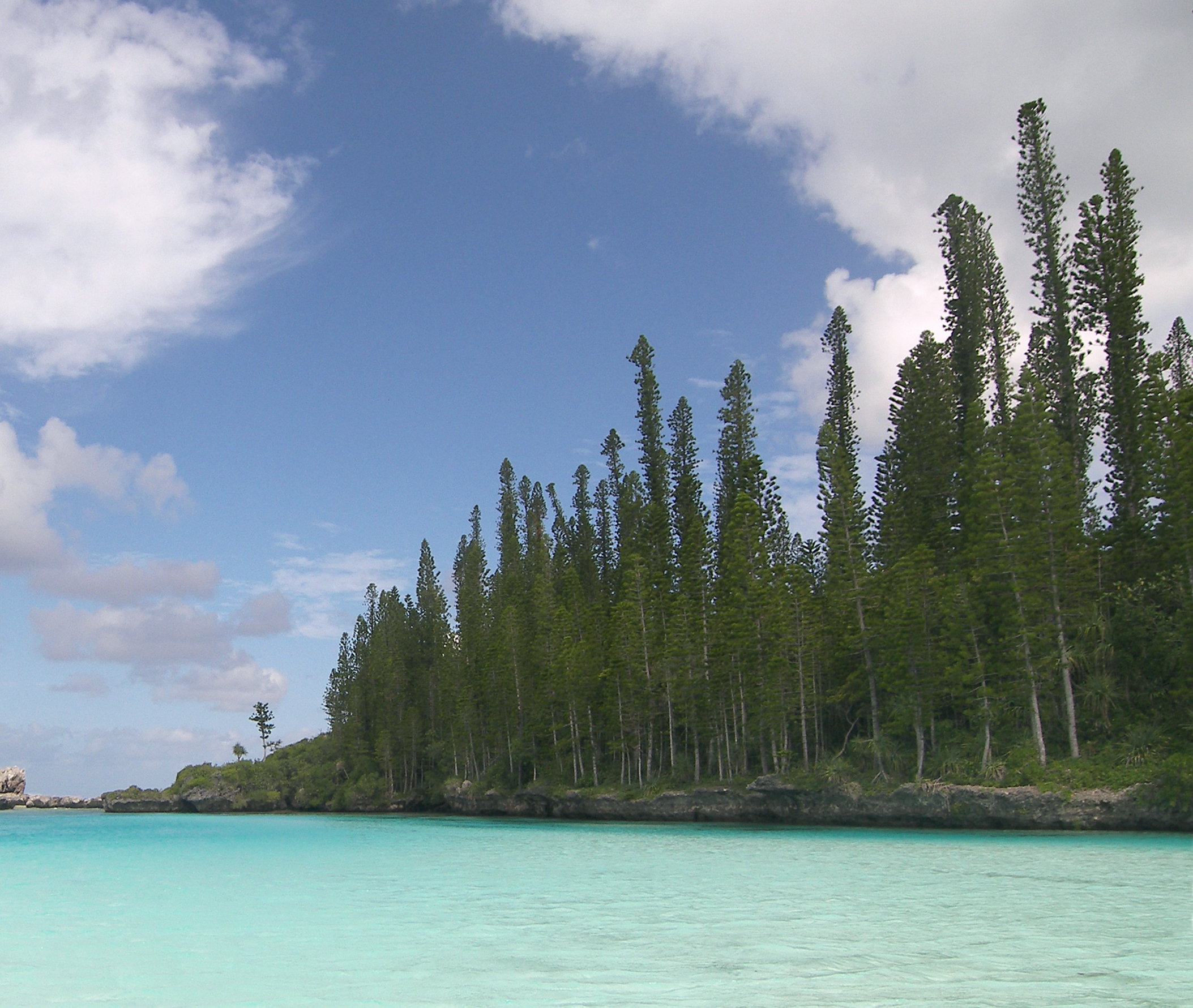
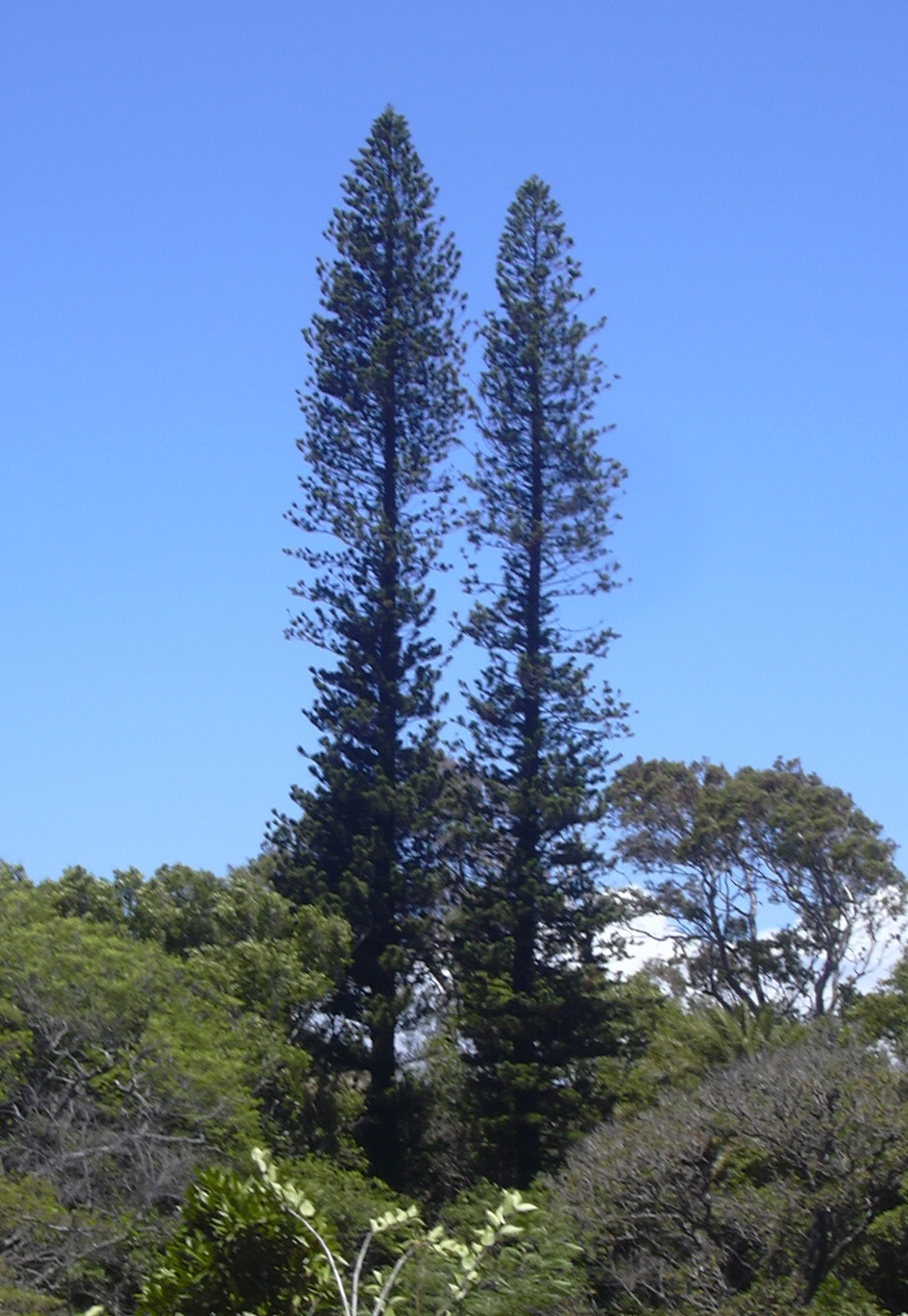
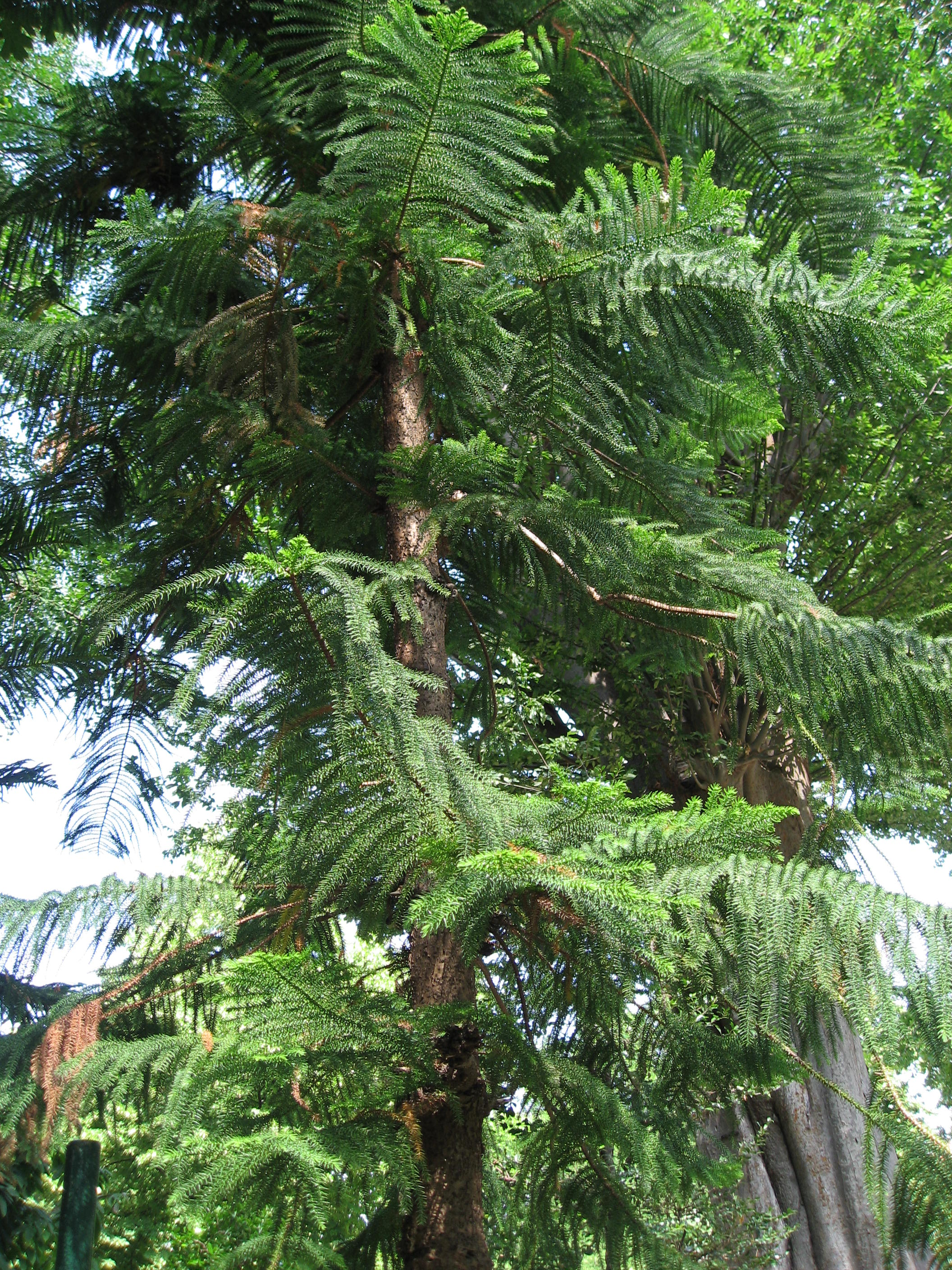
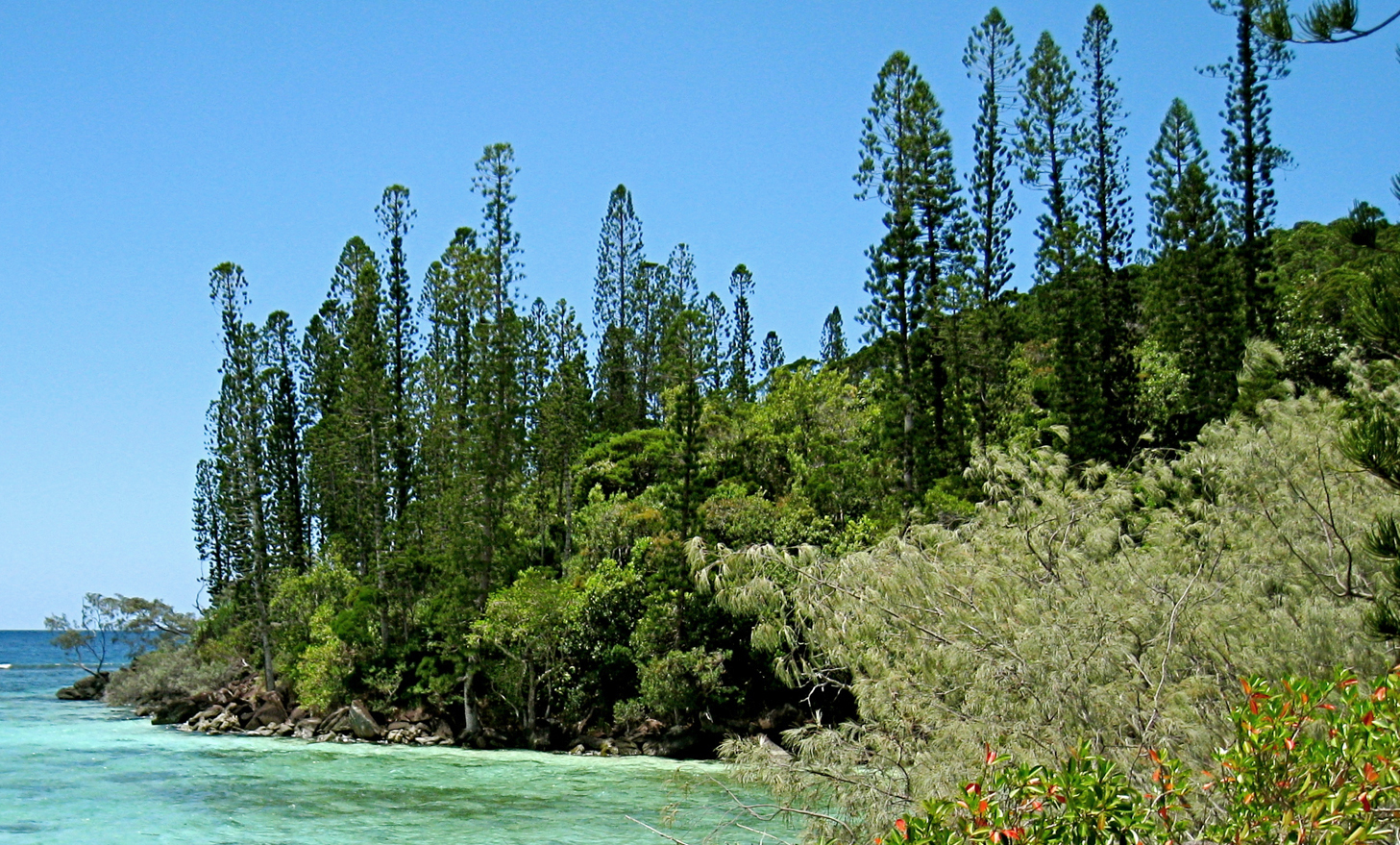
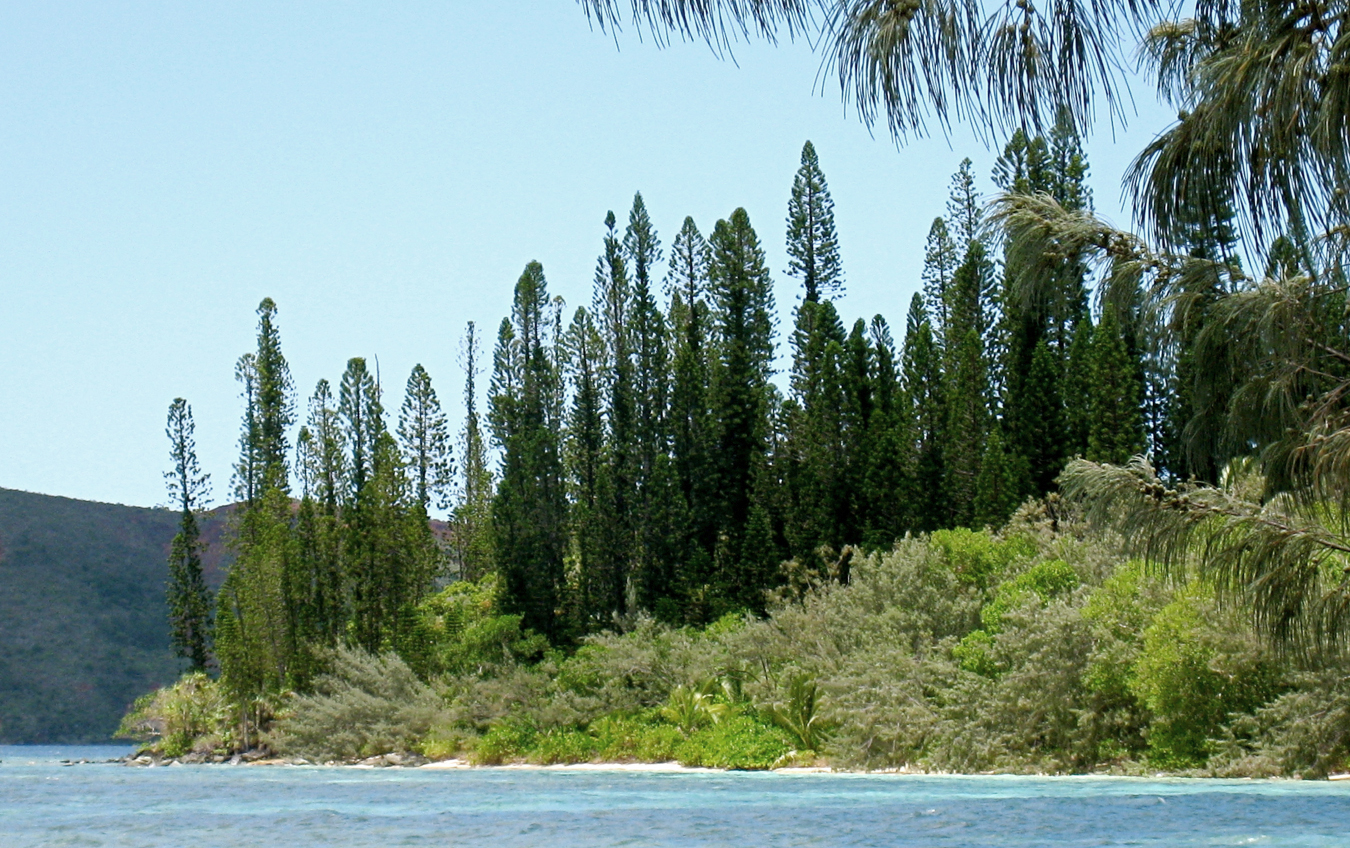
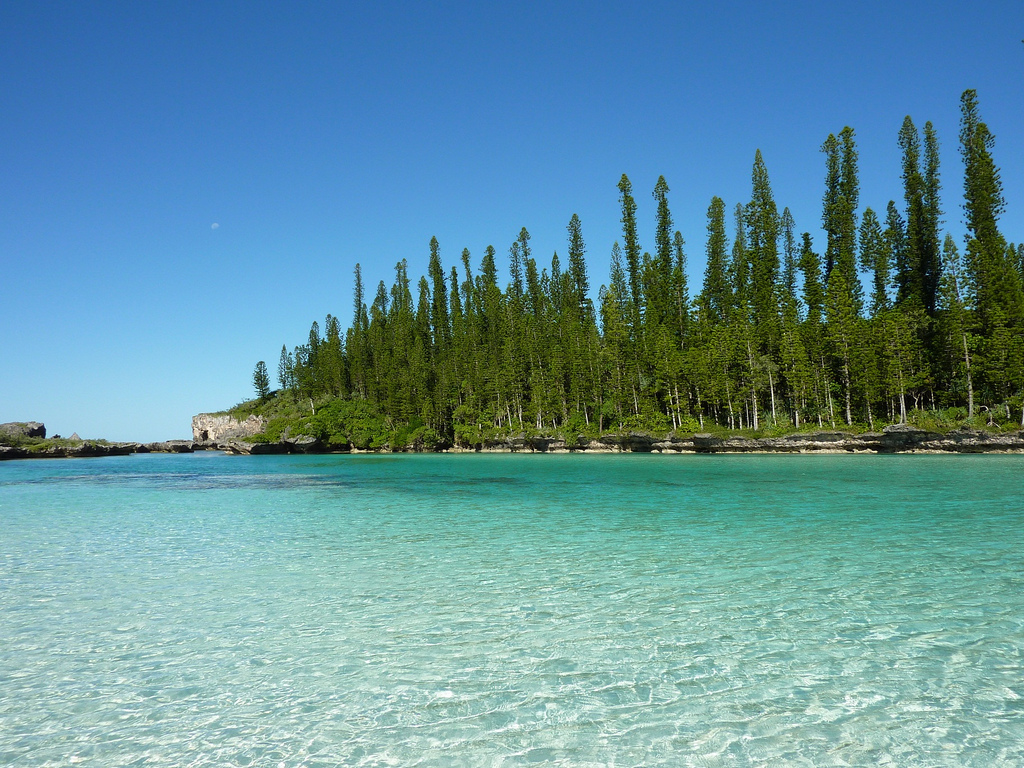